# 寺田甚吉

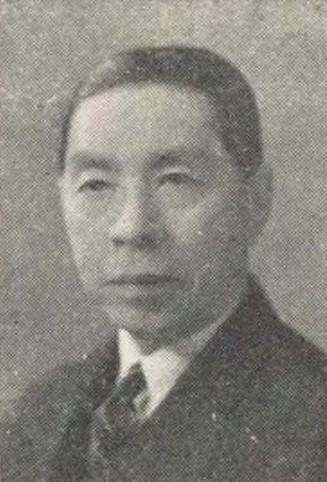
寺田甚吉

寺田 甚吉（てらだ じんきち、1896年（明治29年）12月21日 - 1976年（昭和51年）1月24日）は、日本の実業家、政治家。貴族院議員。寺田甚与茂の長男。妻は元女優の筑波雪子。正四位勲二等、研究会所属。職業野球チーム・南海軍（現在の福岡ソフトバンクホークス）創設者・初代オーナー。

## 経歴
大阪府出身。慶應義塾大学卒業。甚与茂の死去後は、寺田合名会社社長をはじめ、和泉銀行頭取、南海鉄道、岸和田紡績（後の大日本紡績、現在のユニチカ）、日本純生食品工業各社長を歴任した。南海鉄道社長時代には阪急電鉄の小林一三と阪神電鉄取締役の細野躋に誘われる形で現在の福岡ソフトバンクホークスの源流に連なる職業野球チームの南海軍を創設し、初代オーナーを務めた。寺田財閥解体後は、南海鉄道と関西急行鉄道との合併で近畿日本鉄道会長に就任する。1942年（昭和17年）から岸和田市長を1年間務めた後、大阪商工経済会副会頭、日本観光ゴルフ社長を務めた。
1946年（昭和21年）6月19日、貴族院勅選議員に任じられ、研究会に属して活動し1947年（昭和22年）5月2日の貴族院廃止まで在任した。1953年（昭和28年）4月、第3回参議院議員通常選挙で全国区から出馬したが落選した。
1976年（昭和51年）1月20日に死去、享年81（満79歳没）。岸和田市名誉市民。妻の雪子も甚吉の後を追うように、翌1977年（昭和52年）6月6日に死去した。